# 간호병동
《간호병동》은 1984년 6월 27일부터 1985년 10월 31일까지 방영했던 메디컬 드라마이다.

## 기획의도
새내기 간호의 혜림과 병원 환자와 의사, 동료들의 생활을 그린 작품.

## 제작진
- 극본 : 이유정
- 연출 : 류시형

## 출연진
- 김미숙
- 김세윤
- 김소원
- 김진옥
- 송승환
- 유순철
- 이영하
- 임병기
- 최재성

## 방영 목록
제1화 아기 걸음마
제2화 장미
제3화 특효약
제4화 첫나들이
제5화 어린천사
제6화 꽃잎처럼
제7화 어떤환자
제8화 하얀아픔
제9화 또 다시 사는 나날
제10화 사랑과 미움
제11화 함께사는 타인
제12화 눈길이 머무는 곳에
제13화 생명의 소리
제14화 있을 수 없는일
제15화 옛시인의 노래
제16화 아버지와 아들
제17화 아름다운 종말
제18화(마지막회) 복동이